# Oblast Veliko Trnovo
Oblast Veliko Trnovo ali Velikotrnovska oblast (bolgarsko Област Велико Търново, Великотърновска област) je ena izmed 28 oblasti Bolgarije.
Leta 2011 je imela 258.494 prebivalcev na 4662 km² površine. Glavno mesto oblasti je Veliko Trnovo.

## Upravna delitev
Oblast Veliko Trnovo je razdeljena na 10 občin.
| Občina           | Cirilica               | Prebivalstvo 2011 | Administrativni center | Prebivalstvo 2011 |
| ---------------- | ---------------------- | ----------------- | ---------------------- | ----------------- |
| Elena            | Община Елена           | 9434              | Elena                  | 5604              |
| Gorna Orjahovica | Община Горна Оряховица | 46.685            | Gorna Orjahovica       | 32.079            |
| Ljaskovec        | Община Лясковец        | 13.397            | Ljaskovec              | 8225              |
| Pavlikeni        | Община Павликени       | 23.869            | Pavlikeni              | 10.850            |
| Polski Trambeš   | Община Полски Тръмбеш  | 14.451            | Polski Trambeš         | 4359              |
| Stražica         | Община Стражица        | 12.721            | Stražica               | 4417              |
| Suhindol         | Община Сухиндол        | 2542              | Suhindol               | 1810              |
| Svištov          | Община Свищов          | 42.734            | Svištov                | 30.157            |
| Veliko Trnovo    | Община Велико Търново  | 88.670            | Veliko Trnovo          | 67.099            |
| Zlatarica        | Община Златарица       | 3991              | Zlatarica              | 2170              |

## Mesta
Bjala Čerkva, Elena, Debelec, Dolna Orjahovica, Gorna Orjahovica, Kilifarevo, Ljaskovec, Pavlikeni, Polski Trambeš, Stražica, Suhindol, Svištov, Veliko Trnovo, Zlatarica

## Demografska slika
Razvoj prebivalstva
| 1946    | 1965    | 1985    | 1992    | 2001    | 2011    |
| ------- | ------- | ------- | ------- | ------- | ------- |
| 352.179 | 339.473 | 339.518 | 318.251 | 293.294 | 258.494 |